# Військово-морський інститут радіоелектроніки імені О. С. Попова
Військово-морський інститут радіоелектроніки імені О. С. Попова, Петербурзьке вище військово-морське училище радіоелектроніки ім. Попова, Вище військово-морське ордена Червоної Зірки училище радіоелектроніки (рос. Высшее военно-морское училище радиоэлектроники имени А. С. Попова, Военно-морской институт радиоэлектроники имени А. С. Попова, ВМИРЭ, ВВМУРЭ) — військовий навчальний заклад, філія Військового навчально-наукового центру ВМФ «Військово-морська академія імені Адмірала Флоту Радянського Союзу М. Г. Кузнєцова». Дислокація у м. Петергоф.

## Історія
Навчальний заклад заснований 29 березня 1933 р. на базі Школи зв'язку Військово-Морських Сил Робітничо-Селянської Червоної Армії утвореної в 1932 році при ВВМІУ ім. Ф. Е. Дзержинського. З того часу його випускниками стали десятки тисяч військових інженерів. Серед випускників понад 100 адміралів і генералів, у тому числі закордонних ВМФ.
Іменування:
- У 1933—1938 рр. Училище зв'язку Військово-Морських Сил Робітничо-Селянської Червоної Армії. До 1936 року училище розташовувалося в будівлі Головного Адміралтейства в м. Ленінграді.
- У 1938—1939 рр. Військово-морське училище зв'язку імені Г. К. Орджонікідзе (ВМУЗ). 23 квітня 1937 р. училищу наказом Наркома оборони СРСР було присвоєно ім'я Г. К. Орджонікідзе.
- У 1945—1960 рр. Вище військово-морське училище зв'язку імені О. С. Попова (ВВМУЗ).
- У 1953—1960 рр. в м. Гатчина існувало Вище військово-морське інженерне радіотехнічне училище (ВВМІРТУ. У 1960 р. це училище було перебазовано в Петродворець і влилося до складу оновленого училища зв'язку, що одержало назву ВВМУРЕ, утворивши в ньому 1-й факультет.
- У 1960—1983 рр. Вище військово-морське училище радіоелектроніки імені О. С. Попова (ВВМУРЕ).
- У 1983—1998 рр. Вище військово-морське ордена Червоної Зірки училище радіоелектроніки імені А. С. Попова.
- У 1998—2010 рр. Військово-морський ордена Червоної Зірки інститут радіоелектроніки імені О. С. Попова (ВМІРЕ).
- Від 2010 р. філія Військового навчально-наукового центру ВМФ «Військово-морська академія імені адмірала флоту Радянського Союзу М. Г. Кузнєцова».
- Від 1 липня 2012 р. після об'єднання з Військово-морським інженерним інститутом стало називатися Федеральна Державна Освітня установа Військовий інститут (Військово-морський політехнічний) ФДОУВІ "Військовий навчально-науковий центр ВМФ «Військово-морська академія імені Адмірала Флоту Радянського Союзу М. Г. Кузнєцова»[3][4].

## Факультети
Готує офіцерів-фахівців на факультетах:
- Радіотехнічний (РТФ).
- Системи автоматизованого управління (САУ).
- Середньої військово-спеціальної підготовки (СВСП).
- Спеціальний.

## Начальники училища
Училище зв'язку Військово-Морських Сил Робітничо-Селянської Червоної Армії (1933—1938 роки)
- Мурніек Християн Мартинович (1932—1938), полковник

Військово-морське училище зв'язку імені Г. К. Орджонікідзе (1938—1939 рр.)
- Токарев Василь Васильович (1938—1939), військовий інженер 1 рангу

Відділення зв'язку Військово-морського училища імені ЛКСМ України (1942—1943)
- Потапов Микола Федорович (1942—1943), капітан-лейтенант

Відділ зв'язку Червонопрапорного училища берегової оборони (1943—1945)
- Сидоров Василь Зіновійович (1943—1945), інженер-капітан 1 рангу

Вище військово-морське училище зв'язку імені О. С. Попова (1945—1960)
- Зернов Михайло Андрійович (1945—1948), генерал-майор берегової служби
- Громов Георгій Гаврилович (1948—1960), віцеадмірал

Вище військово-морське інженерне радіотехнічне училище (1953—1960)
- Михайлов Петро Павлович (1953—1956), контрадмірал
- Богданович Абрам Михайлович (1956), контрадмірал
- Крупський Михайло Олександрович (1956—1960), інженер-контрадмірал

Вище військово-морське училище радіоелектроніки імені О. С. Попова (1960—1983)
- Крупський Михайло Олександрович (1960—1966), інженер-віцеадмірал
- Блєднєв Олексій Іванович (1966), контрадмірал
- Медведєв Юхим Іванович (1966—1973), віцеадмірал
- Рулюк Анатолій Антонович (1973—1980), віцеадмірал
- Каравашкін Валентин Степанович (1980—1982), контрадмірал

Вище військово-морське ордена Червоної Зірки училище радіоелектроніки імені О. С. Попова (1983—1998)
- Авдохін Геннадій Федорович (1982—1986), контрадмірал
- Попеко Едуард Олексійович (1986—1991), контрадмірал
- Шилін Юрій Костянтинович (1991—1996), контрадмірал
- Соколов Микола Сергійович (1996—1998), контрадмірал

Військово-морський інститут радіоелектроніки імені О. С. Попова (1998—2010)
- Соколов Микола Сергійович (1998—2003), контрадмірал

## Відомі випускники
За понад 80 років існування інституту для радянського флоту та російського флоту, а також ВМС інших країн було підготовлено близько 25 тисяч офіцерів. Багато випускників стали флагманськими фахівцями з'єднань і об'єднань ВМФ, командирами кораблів і з'єднань, начальниками різних служб і управлінь флотів, начальниками навчальних закладів. Серед них понад 100 адміралів і генералів, в тому числі і іноземних ВМФ
Герої Радянського Союзу:
- капітан 1 рангу Антонов А. І.
- гвардії старший лейтенант Лях Б. М.

Герої РФ:
- старший лейтенант Вдовкін В. В.
- капітан 1 рангу Єфанов А. П.
- капітан 1 рангу Зажигаєв О. В.
- контрадмірал Козлов І. М.
- старший лейтенант Павлов Б. Т.
- капітан 1 рангу Чалов П. І.
- контрадмірал Моісеєв О. О.

Вчені:
- Саприкін В. А.
- Ляпін К. К.
- Сивков К. В.
- Ільїн А. П.